# کارلو پینسولیو
کارلو پینسولیو (انگلیسی: Carlo Pinsoglio؛ زادهٔ ۱۶ مارس ۱۹۹۰) بازیکن فوتبال اهل ایتالیا است که برای باشگاه یوونتوس بازی می‌کند.
از باشگاه‌هایی که در آن بازی کرده‌است می‌توان به لیورنو، مودنا، یوونتوس، پسکارا و ویچنزا اشاره کرد.
وی همچنین در تیم‌های ملی فوتبال زیر ۱۹ سال ایتالیا زیر ۲۰ سال ایتالیا زیر ۲۱ سال ایتالیا بازی کرده‌است.